# Danu Secrieru
Danu Secrieru (24 de febrero de 2008) es un deportista moldavo que compite en halterofilia. Ganó una medalla de plata en el Campeonato Europeo de Halterofilia de 2025, en la categoría de 55 kg.

## Palmarés internacional
| Campeonato Europeo | Campeonato Europeo  | Campeonato Europeo | Campeonato Europeo |
| Año                | Lugar               | Medalla            | Categoría          |
| ------------------ | ------------------- | ------------------ | ------------------ |
| 2025               | Chisináu (Moldavia) | Medalla de plata   | 55 kg              |